# Simulium setsukoae
Simulium setsukoae är en tvåvingeart som beskrevs av Takaoka och Choochote 2004. Simulium setsukoae ingår i släktet Simulium och familjen knott.
Artens utbredningsområde är Thailand. Inga underarter finns listade i Catalogue of Life.